# Tanx
Tanx är ett musikalbum av T. Rex som släpptes 1973. Albumet gavs ut av EMI i Storbritannien och av Reprise Records i USA. 
Albumet skiljer sig från gruppens två tidigare glamrockalbum Electric Warrior och The Slider genom att glamrocken här tonats ned till förmån för mer soulinspirerad rock. Låtarna har också kortare speltid än på de två tidigare albumen. Tanx saknade en hitsingel att stödja försäljningen på men sålde ändå bra i Storbritannien (#4 på albumlistan). I USA däremot blev det en försäljningsflopp (#102 på billboardlistan). Tony Visconti producerade skivan. 1997 gavs en utgåva av albumet ut med bonusspår, bl.a. singlarna "Children of the Revolution" och "20th Century Boy".

## Låtlista
Alla låtar skrevs av Marc Bolan.
1. "Tenement Lady" – 2:55
2. "Rapids" – 2:48
3. "Mister Mister" – 3:29
4. "Broken Hearted Blues" – 2:02
5. "Shock Rock" – 1:43
6. "Country Honey" – 1:47
7. "Electric Slim and the Factory Hen" – 3:03
8. "Mad Donna" – 2:16
9. "Born to Boogie" – 2:04
10. "Life Is Strange" – 2:30
11. "Street and Babe Shadow" – 2:18
12. "Highway Knees" – 2:34
13. "Left Hand Luke and the Beggar Boys" – 5:18

## Listplaceringar
| Lista (1973)   | Position            |
| -------------- | ------------------- |
| Australien     | 9 (Go Set)          |
| Finland        | 20                  |
| Kanada         | 57 (RPM)            |
| Norge          | 5 (VG-lista)        |
| Storbritannien | 4 (UK Albums Chart) |
| Sverige        | 15 (Kvällstoppen)   |
| USA            | 102 (Billboard 200) |
| Västtyskland   | 3                   |